# Louis-Fernand Flutre
Louis-Fernand Flutre (* 21. Juni 1892; † 1978) war ein französischer Romanist, Sprachwissenschaftler und Literaturwissenschaftler.

## Leben und Werk
Flutre stammte aus der Picardie. Er war Schüler der École normale supérieure und Agrégé am Lycée Rollin in Paris (9. Arrondissement). 1932 habilitierte er sich in Paris mit den beiden Thèses  Li fait des Romains dans les litteratures française et italienne du XIIIe  au XVIe  siecle (Paris 1932, Genf 1974) und Les manuscrits des Faits des Romains (Paris 1932) und wurde Professor in Lyon. Er betreute zahlreiche Bände der Reihe „Classiques illustrés Vaubourdolle“ des Verlags Hachette, wie auch dessen Encyclopédie par l’image.

## Werke (Auswahl)
als Autor
- zusammen mit Charles Maquet: Précis de grammaire grecque. Hachette, Paris 1953 (EA Paris 1925).
- Le parler picard de Mesnil-Martinsart (Somme). Phonétique, morphologie, syntaxe, vocabulaire (Société de publications romanes et françaises; Bd. 51). Droz, Genf 1955.
- Mesnil-Martinsart. Somme, essai d'histoire locale. Selbstverlag, Lyon 1955.
- Recherches sur les éléments prégaulois dans la toponymie de la Lozère. Les belles lettres, Paris 1957.
- Pour une étude de la toponymie de l'Afrique Occidentale Française. University Press, Dakar 1957.
- zusammen mit Léon Lafoscade: Plus est en vous. Fantaisie brugeoise. 14 sonnets à la louange de Bruges. Vitte, Lyon 1957.
- Table des noms propres avec toutes leurs variantes figurant dans les romans du Moyen âge écrits en français ou en provençal et actuellement publiés ou analysés. CESCM, Poitiers 1962.
- Le Moyen picard d'après les textes littéraires du temps (1560–1660). Textes, lexique, grammaire (Collection de la Société de linguistique picarde; Bd. 13). Musée de Picardie, Amiens 1970.
- Du moyen picard au picard moderne (Collection de la Société de linguistique picarde; Bd. 15). Musée de Picardie, Amiens 1977.

als Herausgeber
- Gaius Iulius Caesar: De bello Gallico. Extraits; Annotés. Hachette, Paris 1928.
- Selectae e profanis scriptoribus Historiae / Historiettes tirées des écrivains latins. Hachette, Paris 1929.
- zusammen mit Kornelis Sneyders de Vogel: Li fet des Romains. Compilé ensemble de Saluste et de Suetoine et de Lucan. Texte du XIIIe siècle, publié pour la première fois d'après les meilleurs manuscrits. Droz, Genf 1977 (EA Paris 1935/38).

1. Texte critique.
2. Introduction, Commentaire, Index des nomes propres, Glossaire.